# Marco Polo
Marco Polo (n. 15 septembrie 1254, Veneția, Republica Veneția – d. 8 ianuarie 1324, Veneția, Republica Veneția) a fost un comerciant venețian, care s-a făcut cunoscut prin relatările sale despre o călătorie în China.
S-a născut în jurul anului 1254. În relatările sale menționează anul 1271 ca data de plecare în lunga călătorie către China. A pornit la drum la numai 17 ani, împreună cu tatăl, Niccolo, și cu unchiul său, Matteo. A ajuns în 1275 la curtea mongolă. Acolo a câștigat rapid încrederea conducătorului mongol Kubilai Han din dinastia Yuan, care domnea pe atunci peste Peking, executând în misiunea sa călătorii de afaceri. Funcționar, apoi ambasador al dinastiei mongole Yuan, Marco Polo revine în Europa în 1295, la Veneția, după 24 de ani de ședere în Asia, dar este capturat de către genovezi, rivalii Veneției, și trimis în 1298 în închisoare. În închisoare l-a rugat pe colegul său de celulă, scriitorul Rustichello din Pisa, să noteze trăirile lui din China.
Când a fost eliberat, a descoperit că relatările sale din călătorie, sub numele de „Il milione”, au cunoscut o răspândire rapidă.
Încă din timpul vieții și până astăzi au existat îndoieli despre autenticitatea relatărilor. Ipoteza că Marco Polo nu ar fi călătorit până în China se sprijină pe faptul că în relatările sale de călătorie nu sunt menționate nici zidul chinezesc, nici tiparul, ce era răspândit în China în acea perioadă. De asemenea, absența denumirilor chineze și mongole în operă, cât și o serie de neclarități susțin această ipoteză. În plus, au fost adăugate părți semnificative din operă mai târziu, până în secolul al XVI-lea.
Cunoscută sub mai multe titluri: „Diversitatea Lumii”, „Cartea Minunilor” sau „Milionul”, lucrarea venețianului Marco Polo (1254-1324) este una dintre marile scrieri de călătorie din Evul Mediu și prima care dezvăluie Occidentului european lumea imensă și fabuloasă a Chinei și a Asiei.
Recent, o serie de autori germani și englezi au pus sub semnul îndoielii călătoria lui Marco Polo în China.

## Călătoriile prin Asia ale negustorilor venețieni din familia Polo
Au ajuns până la noi prea puține date despre frații Niccolo și Matteo Polo, tatăl și respectiv unchiul lui Marco, dar știm că ei au străbătut Asia de trei ori, în doua rânduri de la apus spre răsărit și o dată invers. Marco avea numai 17 ani când s-a alăturat acestora pentru cea de-a doua călătorie, care a început în 1271. Cei trei au traversat podișul Anatoliei și Armenia, apoi Kurdistanul, coborând în valea râului Tigru, urmând firul apei, prin Mosul și Bagdad, până la Basra. De aici, s-au îndreptat spre Tabriz, străbătând Iranul până la Ormuz, în Golful Persic. Renunțând la călătoria pe mare, venețienii au revenit spre nord și, după Iran și desertul Dash-i-Lut, de-a lungul coastelor sudice ale munților Hindukush, au ajuns până la poalele Pamirului, de unde au coborât spre oaza Kashgar, ocolind apoi pe la sud deșertul Takla-Makan și ajungând în nord-vestul Tibetului. De aici, pe valea râului Sulehe, sosesc în portul Ganzu sau Giazu (dispărut azi). După un popas lung de un an, venețienii trec prin ținuturile tanguților (populații tibetane din nord-estul podișului) și pătrund în Kai-Ping Fu, reședința de vară a marelui han Kubilai (1214-1294), nepotul de fiu al lui Genghis Han și întemeietorul dinastiei Yuan (1280-1368). Această reședință se afla la nord de Hanbalâk (Beijing). Cei trei italieni au intrat în slujba lui Kubilai Han și au rămas în China din 1275 până în 1290. Se întorc la Veneția pe mare, urmând ruta maritimă care ocolea Asia pe la sud, cu popasuri în insula Sumatra (cinci luni), apoi insulele Nicobar și Andaman, Ceylon și țărmurile sudice ale Iranului, până la Ormuz.

## Geneza cărțiiDiversitatea lumii
După fabuloasa călătorie asiatică, Marco Polo s-a întors la Veneția în 1295, iar în 1298 se afla într-o închisoare din Genova, rivala Veneției. Cauzele întemnițării sale nu ne mai sunt cunoscute astăzi, după mai bine de șapte secole. Poate a participat la bătălia navală din 7 septembrie 1298, când, lângă coasta Dalmației, flota genoveză a zdrobit-o pe cea venețiană, luând numeroși prizonieri. Însă în ultima frază a prologului cărții se menționează că ea a fost finalizată în 1298. Ar trebui să admitem, în acest caz, că manuscrisul a fost terminat în mai puțin de trei luni, în spațiul unei celule, fără documente sau însemnări. Pare mult mai probabil ca Marco să fi ajuns în temnița genoveză curând după întoarcerea din călătorie, în 1296 sau 1297, chiar dacă nu mai este posibil să precizăm motivele. Ele rămân, de altfel, secundare, atâta vreme cât știm că și-a dictat întâmplările din cursul călătoriei asiatice colegului său de celulă, Rusticello din Pisa. Este posibil să fi cerut și să fi primit din Veneția unele documente, deși între cele două puteri maritime exista o rivalitate acerbă.
Marco Polo vorbea dialectul venețian al limbii italiene, iar pisanul Rusticello pe cel toscan, italiana cea mai pură și cea mai melodioasă; era însă un om cult și a pus pe hârtie istoriile lui Marco Polo într-o franceză dacă nu perfectă, măcar acceptabilă. Deci manuscrisul original al „Descrierii lumii” este în franceza veche și s-a păstrat la Biblioteca Națională din Paris, fiind publicat abia în 1824. Dar, alături de versiunea lui Rusticello, există și alte manuscrise, mai noi, din secolele următoare, al XIV-lea și al XV-lea, în italiană. Marco Polo a fost eliberat din închisoare în 1299 și a mai trăit până în 1324, stingându-se la vârsta de 70 de ani. Cetățean înstărit și de seamă al cetății Dogilor, Marco Polo și-a repetat, probabil, de mai multe ori povestirile, care au fost așternute pe hârtie și traduse în numeroase limbi. Se cunosc astăzi cam 80 de manuscrise, textele lor fiind diferite în ceea ce privește amănuntele.
Cartea lui Marco Polo a cunoscut un enorm succes, a fost tradusă în toate limbile europene și în multe altele, fiind un îndrumar de bază pentru geografii, călătorii și negustorii din perioada Renașterii. Cristofor Columb a avut și el un exemplar, din 1485, în versiunea latină, pe care l-a adnotat.
Savanți și mari erudiți s-au aplecat asupra textului dictat de Marco Polo, publicând ediții însoțite de comentarii și note, încercând să stabilească itinerarul destul de neclar al călătoriei, concordanțele dintre denumirile date de venețian și transcrise după ureche și cele reale sau actuale.

## Contestări recente ale veridicității călătoriei
În 1966 un specialist german din Munchen, Herbert Franke, a publicat un articol în care avansa idea că voiajul lui Marco Polo nu ar fi avut loc în realitate. După opinia lui Franke, datele despre imperiul celest, furnizate de venețian, erau împrumutate dintr-o enciclopedie arabă, al cărei text s-a pierdut. Studiul său a fost republicat în Anglia în 1994, iar un an mai târziu, în 1995, la Londra a apărut cartea „Did Marco Polo go to China?”. Autoarea, Frances Wood, este o englezoaică erudită care conduce Departamentul Chinez al celebrei British Library. Ea crede că cei trei membri ai familiei Polo au stat la Constantinopol, de unde au plecat doar în jurul Mării Negre.
În sfârșit, ultima lucrare pe care o amintim este o masivă enciclopedie apărută la Graz, în Austria, în perioada 1997-1999 (Enzyklopadie der ientdeckar und Erfarscher der Erde, Enciclopedia descoperirilor și explorărilor Pământului). Pe spațiul a nu mai puțin de 225 de pagini, Dietmar Henze se străduiește să demonstreze lipsa de veridicicitate a mărturiilor lui Marco Polo și ajunge la concluzia că avem de-a face cu o gigantică escrocherie.

### Ce i se reproșează lui Marco Polo?
Principalele argumente aduse de cercetătorii menționați se pot grupa în mai multe categorii, ce se referă la:
ü absența oricărei mențiuni a familiei Polo din Analele chineze, Herbert Franke subliniind că acestea nu au înregistrat nici prima vizită a fraților Polo la Kubilai-Han, din mijlocul anilor ’60 ai secolului al XIII-lea, nici prezența celor trei italieni în perioada 1275-1292.
- Omisiuni ciudate în textul dictat de Marco Polo, Frances Wood consacrând patru capitole ale cărții sale pentru a enumera aceste lacune. Iată câteva dintre ele: lipsa oricei semnalări privind ceremonialul ceaiului, nimic despre picioarele bandajate ale chinezoaicelor și, mai ales, strania absență a Marelui Zid, deși Marco Polo ar fi stat câțiva ani buni la Hanbalâk, situat destul de aproape de colosala construcție.
- Afirmații false, de pildă participarea alături de armata mongolă la asediul orașului Xiangyang (Saianzu la Marco Polo), ca fabricant de catapulte. Asediul a luat sfârșit în 1273, deci înainte de sosirea venețienilor în China. În capitolul 143 al cărții, Marco Polo spune că a fost timp de trei ani guvernator al orașului Yangzhou, dar faptul nu se află menționat în niciun document chinez.
- Incertitudini privind itinerarul, care nu este nici clar, nici coerent.
- probleme de onomastică, majoritatea numelor de persoane și de localități nu apar în cartea lui Polo sub forma chineză, ci persană, într-o grafie foarte apropiată de cea utilizată de marele istoric persan Rashid al-Din, în a sa Istorie Universală.
- Locuri nevizitate și totuși descrise sau evocate, precum Samarkandul, Birmania, Bengalul, Japonia (Gypangu).
- Legende prezentate drept fapte reale: oameni cu cap de câine, pasărea Ruk, care putea ridica în ghiare un elefant, cârpaciul care deplasa muntele.

### În apărarea venețianului
Fără îndoială, se pot găsi explicații pentru lacunele și neclaritățile din cartea lui Marco Polo și acest lucru a fost deja făcut de către marii erudiți care au editat textul de la sfârșitul secolului al XIII-lea, colonelul englez Henry Yule, orientalistul francez Henri Cordier, italianul Leonardo Olschki, iar foarte recent australianul Igor de Rachewiltz și italianul Ugo Tucci, profesor la Universitatea din Padova și eminent cunoscător atât al Extremului Orient, cât și al istoriei “falnicei Veneții”.
Concluziile acestora scot clar în evidență caracterul excepțional și unic al mărturiilor lui Marco Polo; cartea sa nu este, ca altele, un simplu itinerarium sau un manual de comerț, ci mult mai mult. Ea evocă locuri, obiceiuri, practici religioase, fapte etnografice, ciudățenii, într-un mod cuceritor și fermecător în același timp. O capodoperă care a dezvăluit europenilor o lume necunoscută, exotică, cu bizareriile și minunile ei, cea a vechiului și misteriosului spațiu asiatic, într-o vreme când puțini călători reușiseră să-i depășească granițele.

## Onoruri

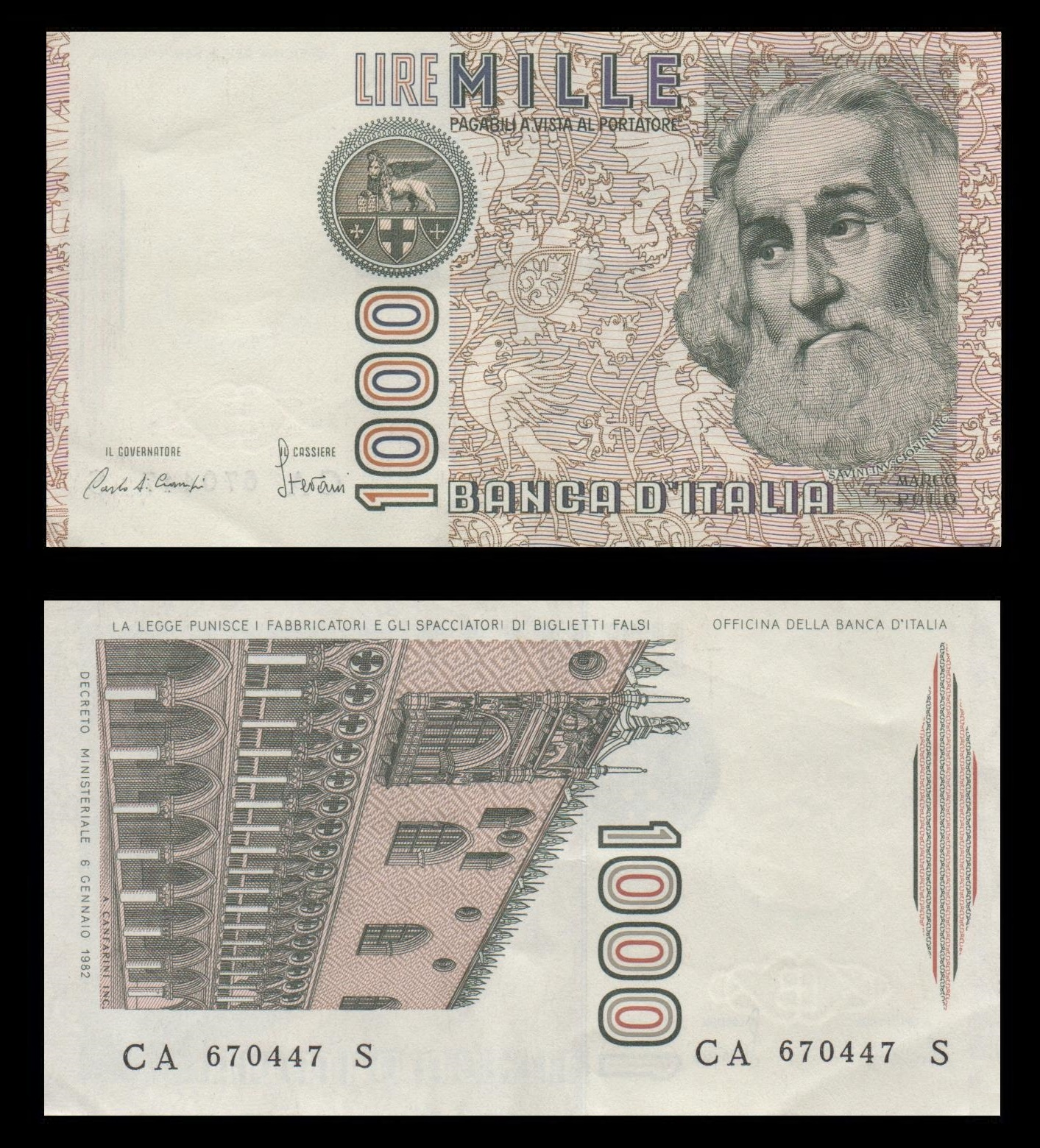
Bancnotă, cu valoarea nominală de 1.000 de lire italiene, emisă între anii 1982 și 1991, cu efigia lui Marco Polo.

- Pentru omagierea celebrului lor concetățean, venețienii au denumit aeroportul lor internațional Aeroportul din Veneția–Marco Polo.
- Personajul Marco Polo este eroul numeroaselor cărți și filme.
- Marco Polo apare ca mare explorator  în jocul video Civilization Revolution în 2008.[10]

### Notafilie
- Între anii 1982 și 1991, în Italia a fost emisă o bancnotă cu valoarea nominală de 1.000 de lire italiene, în onoarea lui Marco Polo.

## Mistificări despre Marco Polo
Naționaliștii croați au lansat ideea falsă că Marco Polo ar fi de fapt Marko Pilici, un croat. Falsul este dezvăluit de o cercetătoare croată.